# Fibrodontia tomentosa
Fibrodontia tomentosa är en svampart som först beskrevs av Berk. & M.A. Curtis, och fick sitt nu gällande namn av Hjortstam & Ryvarden 2005. Fibrodontia tomentosa ingår i släktet Fibrodontia och familjen Hydnodontaceae.   Inga underarter finns listade i Catalogue of Life.